# ベルモンヴィル
ベルモンヴィル（仏: Bermonville）は、フランスのノルマンディー地域圏、セーヌ＝マリティーム県の旧コミューン。2017年1月1日、周辺の6コミューンと合併し、コミューン・ヌーヴェルのテール・ド・コーとなった。
紋章には緑地に赤白二色の市松模様の帯がかかっていて、その右上にはライオンが、左下にはモット・アンド・ベーリーがそれぞれ白で描かれている。上には金の帯がかかっており、十字が1つと鋸歯状のローラーが2つ、それぞれ青で描かれている。

## 地理
コー地域にあり、ル・アーヴルと県都ルーアンとの中間地点（どちらとも40km）に位置する。近くでは幹線道路のD926とD29が交差するほか、A29高速道路も東西に走る。北でサン＝ピエール＝ラヴィと、南東でエクレトヴィル＝レ＝ボンと、西でリカルヴィルと、北西でフォヴィル＝アン＝コーとそれぞれ接する。

## 行政
- 首長 - ピエール・ルカルパンティエ（Pierre Lecarpentier、2008年3月から）
- 前首長 - フィリップ・ランベール（Philippe Lambert、2001年3月から2008年3月まで） 元農夫

議会は首長を含め、11人で構成される。

## 人口の推移[1]
| 1962年 | 1968年 | 1975年 | 1982年 | 1990年 | 1999年 | 2006年 | 2007年 |
| ------ | ------ | ------ | ------ | ------ | ------ | ------ | ------ |
| 368    | 368    | 314    | 307    | 314    | 371    | 451    | 458    |

## 観光スポット
- 12世紀に建てられたノートル＝ダム教会とその墓地